# 嘉山县
嘉山县，中国旧县名，始建制于民国，今安徽省明光市。1932年时设立。

## 历史
- 汉代始置县，为盱眙、淮陵二县地，属临淮郡。
- 南朝时，宋侨置睢陵县。北魏改睢陵为济阳，北齐改为池南县，南陈复名睢陵县，北周初改为招义县，后又改为化明县，属钟离郡。
- 唐朝时复名招义，属濠州，宋朝改为招信县，元朝并招信县入盱眙，明朝属凤阳府盱眙县，清朝属于安徽省泗州盱眙县。
- 中华民国时期，定远、来安、滁县、盱眙4个县均属安徽省。民国二十年（1931年）五月，原盱眙县三界士绅邵树谷、吴敬业等人向安徽省政府及南京国民政府内政部“请求变更行政区划，设县分治”，国民党为加强当时盱、来、滁、定4个县边区统治，决定同意设立嘉山县。民国二十一年（1932年）十一月，划盱眙南17个保(自来桥、乌石山、黄寨、鲁山、凤贤集、罗家岭、大越、管店、刘家集、石坝、明光集、许家河、马家岗、红庙集、查家埠、西永兴、爱棠镇)、滁县北6个保(马垣墙、樊山寺、江宁后、盈福寺、小岱山、三都六)、定远东6个保(嘉山保、大北保、大南保、潘家营、三和集、槐墟院)、来安西3个保(嘉山集、尹家集、张铺营)，计32个保合并新置嘉山县，县治三界镇（老三界）。
- 民国三十九年（1940年），嘉山县抗日民主政府成立，县政府设在自来桥镇。
- 1994年5月31日，经国务院批准撤县设明光市。